# Tiny Sandford
Tiny Sandford, vlastním jménem Stanley J. Sandford, (26. února 1894 Osage, Iowa – 29. října 1961 Los Angeles) byl americký filmový a divadelní herec. Spolupracoval s Charlie Chaplinem a objevoval se i ve filmech s Laurelem a Hardym.
Začínal jako divadelní herec a od roku 1910 byl obsazován i do filmu. Vynikal vysokou a urostlou postavou, takže často hrával policisty, portýry nebo zápasníky. Mnohdy se jednalo o komické figury spíše záporného charakteru.

## Výběr z herecké filmografie
- Chaplin obchodním příručím (1916)
- Chaplin falešným hrabětem (1916)
- Chaplin vystěhovalcem (1916)
- Chaplin uprchlým trestancem (1916)
- Zlaté opojení (1925)
- Šílenství (1926)
- Cirkus (1928)
- Není princ jako princ (1929)
- Ďáblův bratr – Laurel a Hardy (1933)
- Královna Kristýna (1933)
- Moderní doba (1936)
- Loď komediantů (1936)
- Diktátor (1940)